# Die Kreuzelschreiber
Die Kreuzelschreiber ist eine Bauernkomödie mit Gesang in drei Akten von Ludwig Anzengruber. Die Musik dazu komponierte Adolf Müller senior. Das Stück wurde am 12. Oktober 1872 am Theater an der Wien in Wien uraufgeführt.

## Handlung

### Ort und Zeit
Die Komödie spielt in der fiktiven Gemeinde Zwentdorf in Oberbayern Mitte des 19. Jahrhunderts.

### Erster Akt
Bild: Hof eines Wirtshauses in Zwentdorf
Der freisinnige Großbauer von Grundldorf fordert im Dorfkrug die gerade anwesenden Gäste auf, eine von ihm verfasste Resolution zu unterschreiben, die sich gegen die Unfehlbarkeit des Papstes richtet. Anton Huber, der Bauer vom „Gelben Hof“, setzt als Erster seine „drei Kreuzeln“ auf das Papier, um seinem reichen Vetter zu schmeicheln. Damit ist der Bann gebrochen, und die andern Bauern tun es ihm gleich. Nur der alte Steinklopferhanns und die jungen Dorfburschen lassen sich nicht überreden, weil sie sich keinen Nutzen von der Sache versprechen.

### Zweiter Akt
Bild: Bauernstube im „Gelben Hof“
Gegenüber dem Steinklopferhanns führt sich Anton Huber so auf, als habe nur er allein das Sagen auf seinem Hof. Als aber seine Gattin Josepha das Zimmer betritt, wird dem Hanns bald klar, dass sie es ist, die die Hosen anhat. Unmissverständlich macht Josepha ihrem Mann klar, dass er sie nicht mehr berühren dürfe. Der Pfarrer habe nämlich allen betroffenen Frauen befohlen, in den Ehestreik zu treten. Ihren ehelichen Pflichten kämen sie erst dann wieder nach, wenn die Männer ihre „Unterschriften“ zurückgezogen und eine Wallfahrt zum Heiligen Vater unternommen hätten. 
Verwandlung – Bild: Stube im Dorfwirtshaus
Der alte Brenninger ist verzweifelt. Seit 50 Jahren ist er schon verheiratet, und nun zeigt ihm seine Annemirl die kalte Schulter. Für ihn hat das Leben jeglichen Sinn verloren. Traurig verlässt er die Stube, um sich in den Wildbach zu stürzen.
Von anderem Geblüt ist der Bauer Altlechner. Ihn erfüllt sein Herz mit Freude bei dem Gedanken, durch eine Reise nach Rom sein Weib ein paar Wochen lang nicht sehen zu müssen. Als dann der Steinklopferhanns und die jungen Burschen anfangen, Spottlieder über die Kreuzelschreiber zu singen, endet die Versammlung in einer großen Rauferei. Dabei geht allein Anton als Sieger hervor, obwohl er dem Alkohol am meisten zugesprochen hat.
Verwandlung – Bild: Vor dem „Gelben Hof“
Nur mit Mühe ist es dem Steinklopferhanns gelungen, den betrunkenen Anton nach Hause zu schleppen. Nachdem er ihn vor seiner Haustür abgesetzt und sich auf den Heimweg gemacht hat, beobachtet er aus der Ferne, wie der Trunkenbold durchs Fenster in die Kammer seiner Frau steigt.

### Dritter Akt
Bild: Im Steinbruch
Nachdem Anton zum Verräter an der Sache geworden ist, sucht er den Rat des listigen Steinklopferhanns. Der verspricht ihm, die verfahrene Situation zum Guten zu wenden, bittet sich aber aus, dass auch die anderen Kreuzelschreiber bedingungslos seine Anordnungen befolgen müssten.
Verwandlung – Bild: Vor dem „Gelben Hof“
Der Steinklopferhanns berichtet Josepha Huber und ihren Mitstreiterinnen, inzwischen hätten sich alle betroffenen Bauern zu der Bußfahrt entschlossen. Als sich der Zug der Wallfahrer nähert, trauen die Bäuerinnen ihren Augen nicht: Ihre Männer sind nämlich nicht allein. Sie werden von jungen Dorfschönheiten begleitet und sind bester Laune. Eigentlich sollte die Fahrt nach Rom der Buße dienen, und jetzt artet sie zum Vergnügen aus! Unter diesen Umständen halten es die Bäuerinnen für besser, den Streit sofort zu begraben und sich mit den Männern zu versöhnen. Den Steinklopferhanns erfüllt es mit besonderer Freude, dass er mit seinem Plan nicht nur den ehestreikenden Frauen eins ausgewischt hat, sondern auch dem bigotten Pfarrer, damit der sich künftig nicht mehr in die familiären Angelegenheiten seiner Schäfchen einmische.

## Verfilmung
Das Stück wurde 1944 unter dem Titel Die Kreuzlschreiber verfilmt und nach der Fertigstellung durch die DEFA 1950 uraufgeführt.